# Dirty Doering
Velten Doering, bedre kendt som Dirty Doering, er en technoproducer fra Tyskland.